# Centrum Aften
Centrum Aften var en Nordjysk gratisavis, der husstandsomdeltes. Avisen, der blev udgivet af Nordjyske Medier, udkom første gang 14. august 2006 i Aalborg og sidste gang 29. juni 2007.
Avisen var koblet tæt sammen med websitet DitCentrum, der blev nedlagt i 2012. På websitet kunne man oprette sine egne nyheder, blogs og billedgallerier.